# ميرلين مان
ميرلين مان (بالإنجليزية: Merlin Mann)‏ هو كاتب أمريكي، ولد في 26 نوفمبر 1966 في سينسيناتي في الولايات المتحدة.

## وصلات خارجية
- الموقع الرسمي
- ميرلين مان على موقع ميوزك برينز (الإنجليزية)
- ميرلين مان على موقع ديسكوغز (الإنجليزية)